# Statesboro
Statesboro é uma cidade localizada no estado americano de Geórgia, no Condado de Bulloch. A cidade também é a sede do condado.

## Demografia
Segundo o censo americano de 2000, a sua população era de 22.698 habitantes.
Em 2006, foi estimada uma população de 25.583, um aumento de 2885 (12.7%).

## Geografia
De acordo com o United States Census Bureau a cidade tem uma área de
32,6 km², dos quais 32,4 km² estão cobertos por terra e 0,2 km² cobertos por água. Statesboro localiza-se a aproximadamente 65 m  acima do nível do mar.

## Localidades na vizinhança
O diagrama seguinte representa as localidades num raio de 28 km ao redor de Statesboro.